# Gennevaux (Léglise)
Ne doit pas être confondu avec Gennevaux.
Gennevaux est un village de la commune belge de Léglise, dans la province de Luxembourg.
Avant la fusion des communes de 1977, il appartenait déjà à l'ancienne commune de Léglise.

## Situation et description
Gennevaux se situe sur une petite colline dominant à l'ouest le ruisseau de Léglise, un affluent du ruisseau de Mellier et à l'est la Mandebras.
Il se trouve à environ 2 km au nord-est du village de Léglise et à 3,5 km de la sortie 28 de l'autoroute E25/E411. Il avoisine aussi les localités de Wittimont et Narcimont.
Implanté en dehors des grands axes routiers, ce petit village d'Ardenne a su garder son caractère rural. La présence de plusieurs exploitations agricoles encore en activité en atteste.

## Patrimoine
On recense deux croix dans la localité. L'une d'elles se dresse sous un hêtre pourpre. Ce hêtre a été planté en 1930 dans la cour de l'école primaire pour célébrer les 100 ans de l'indépendance belge.
Au sud du village, à hauteur d'un carrefour sur la route menant à Léglise, se trouve une petite chapelle dédiée à Notre-Dame de Lourdes. L'édifice comportant une niche en pignon est entourée de haies.
Sur les hauteurs du village (au lieu-dit Gohimont) on a découvert un cimetière de tombes à chars celtiques. Certains des objets découverts sont exposés au Musée des Celtes à Libramont.